# Polskie Towarzystwo Endokrynologiczne
Polskie Towarzystwo Endokrynologiczne (PTE) (Polish Society of Endocrinology) – naukowe stowarzyszenie lekarzy i badaczy z zakresu endokrynologii oraz innych osób pracujących w dziedzinie endokrynologii lub dziedzinach medycyny korzystających z wyników osiągnięć endokrynologii. 
PTE wydaje od 1950 roku czasopismo naukowe Endokrynologia Polska. PTE prowadzi swój portal.  
Towarzystwo powołało Krajowy Rejestr Guzów Neuroendokrynnych oraz Krajowy Rejestr Guzów Przysadki. 

## Struktura
Na czele PTE stoi zarząd główny. Obecnie prezesem PTE jest prof. dr hab. Beata Kos-Kudła. Poprzednim prezesem był prof. Marek Ruchała, a prezesem-elektem jest prof. Alicja Hubalewska-Dydejczyk. Merytorycznie Towarzystwo podzielone jest na 16 sekcji, w tym 3 komisje oraz Polską Sieć Guzów Neuroendokrynnych. Towarzystwo ma 13 oddziałów regionalnych.